# Pandanus raynalii
Pandanus raynalii är en enhjärtbladig växtart som beskrevs av Huynh. Pandanus raynalii ingår i släktet Pandanus och familjen Pandanaceae.
Artens utbredningsområde är Mali. Inga underarter finns listade.